# Kvalserien till Svenska Superligan 2009/2010
Kvalserien till Svenska Superligan 2009/2010 spelades den 13 till 29 mars 2009 där tre lag från Division 1 deltog samt ett lag från Svenska Superligan (SSL). Laget från SSL blev Hide-a-lite Mullsjö AIS som fick möta Tyresö Trollbäcken IBK, IK Sirius och Växjö IBK. De två främsta lagen gick upp i Svenska Superligan 2009/2010.
Serien blev jämn och de tre första lagen slutade alla inom en poängs marginal. Tyresö tog elva poäng medan Sirius och Mullsjö fick tio poäng. Det avgjordes således på målskillnad vilket av lagen Sirius och Mullsjö som fick spela SSL nästkommande säsong. Sirius hade +6 i målskillnad medan Mullsjö hade +2, Sirius gick därmed upp och Mullsjö åkte ned. Detta innebär att det i Svenska Superligan kom att spela två lag från Uppsala (Sirius och Storvreta) säsongen 2009/2010. Dessutom spelade fem lag från Stockholmstrakten i serien (AIK från Solna, Balrog från Botkyrka, Caperio/Täby, Järfälla IBK samt Tyresö Trollbäcken).

## Tabell
Nr = Placering, S = Spelade, V = Vinster, O = Oavgjorda, F = Förluster, VÖ = Vinster på övertid, GM - IM = Gjorda mål - Insläppta mål, MSK = Målskillnad, P = Poäng
|  |                                     |
|  | Uppflyttade till Svenska Superligan |
|  | Nedflyttade till Division 1         |

## Spelprogram
- Omgång 1
  - 13 mars 2009, 19.00: IK Sirius - Växjö IBK 5-6
  - 13 mars 2009, 20.00: Tyresö Trollbäcken IBK - Hide-a-lite Mullsjö AIS 10-5
- Omgång 2
  - 15 mars 2009, 17.00: Hide-a-lite Mullsjö AIS - IK Sirius 3-7
  - 15 mars 2009, 17.00: Växjö IBK - Tyresö Trollbäcken IBK 4-5
- Omgång 3
  - 20 mars 2009, 19.30: Växjö IBK - Hide-a-lite Mullsjö AIS 6-8
  - 20 mars 2009, 20.00: Tyresö Trollbäcken IBK - IK Sirius 5-5
- Omgång 4
  - 22 mars 2009, 15.00: IK Sirius - Tyresö Trollbäcken IBK 8-7 (sudden death)
  - 22 mars 2009, 17.00: Hide-a-lite Mullsjö AIS - Växjö IBK 7-3
- Omgång 5
  - 27 mars 2009, 19.00: IK Sirius - Hide-a-lite Mullsjö AIS 3-3
  - 27 mars 2009, 20.00: Tyresö Trollbäcken IBK - Växjö IBK 8-5
- Omgång 6
  - 29 mars 2009, 17.00: Växjö IBK - IK Sirius 3-5
  - 29 mars 2009, 17.00: Hide-a-lite Mullsjö AIS - Tyresö Trollbäcken IBK 8-3